# Rhynchostegium brachythecioides
Rhynchostegium brachythecioides är en bladmossart som beskrevs av Hugh Neville Dixon och Potier de la Varde 1927. Rhynchostegium brachythecioides ingår i släktet näbbmossor, och familjen Brachytheciaceae. Inga underarter finns listade i Catalogue of Life.